# Baron Inchyra
Baron Inchyra, of St Madoes in the County of Perth, ist ein erblicher britischer Adelstitel in der Peerage of the United Kingdom.

## Verleihung
Der Titel wurde am 2. Februar 1962 für den Diplomaten Sir Frederick Millar geschaffen. Dieser war zuvor britischer Hoher Kommissar in der Bundesrepublik Deutschland und im Anschluss daran erster britischer Botschafter in Bonn gewesen.

## Liste der Barone Inchyra (1962)
- Frederick Millar, 1. Baron Inchyra (1900–1989)
- Robert Millar, 2. Baron Inchyra (1935–2011)
- James Millar, 3. Baron Inchyra (* 1962)

Titelerbe (Heir Apparent) ist der einzige Sohn des jetzigen Barons, Hon. Jake Christian Robert Hoyer Millar (* 1996).